# Partido Regionalista Manchego
El Partido Regionalista Manchego (PRM) es un partido político español de carácter regionalista e independiente de la comunidad autónoma de Castilla-La Mancha. Fue fundado en 1983 y su ámbito de actuación, en teoría, son las provincias de Albacete, Cuenca, Ciudad Real, Toledo y Guadalajara, si bien actualmente carece de implantación alguna fuera de la provincia de Albacete. Defiende la autonomía de Castilla-La Mancha.

## Historia
Hacia mediados de 1981, en medio del furor autonomista de la época, surge en Albacete la iniciativa de crear un partido regionalista orientado a defender la autonomía para Castilla-La Mancha; dicha iniciativa está encabezada, entre otros, por el quintanareño Esteban Heras Cordones y por el albaceteño Maximino Crespo Alarcón. Este proyecto acaba viendo la luz definitivamente año y medio después, y así, en enero de 1983, el PRM es inscrito en el Registro de Partidos. La nueva formación recogió en sus filas a antiguos militantes del PSOE y de la UCD descontentos con estos partidos, así como a otras personas deseosas de entrar en política con una alternativa a los grandes partidos. Se presentó a las elecciones autonómicas y locales de ese mismo año, en las que consiguió algunos concejales y alcaldes sobre todo en localidades de la provincia de Albacete y en menor medida de Toledo, resultados bastante buenos teniendo en cuenta que el partido sólo contaba con unos pocos años de antigüedad.
En las elecciones locales de 1987 presentaron listas electorales en las provincias de Albacete y Cuenca, en localidades como Albacete, El Provencio o San Clemente, siendo su único resultado la obtención de dos concejales en El Provencio. Aquellos resultados hicieron al PRM perder gran cantidad de votos y por tanto representación institucional en varias localidades donde anteriormente la tenía. Aquellos malos resultados derivaron, a finales de la década de 1980, en fuertes enfrentamientos entre algunos de sus dirigentes, lo que provocó que varios militantes principalmente de la provincia de Toledo, con Esteban Heras a la cabeza, se escindieran de la formación y fundaran en 1989 el Partido Regionalista de Castilla-La Mancha (PRCM), quedando Crespo Alarcón al cargo del PRM.
En las elecciones locales de 1991 presentaron listas electorales en las localidades de Quero, Albacete, Quintanar de la Orden, San Pablo de los Montes, Villanueva de Alcardete y Bogarra. Obtuvieron representación en todos estos municipios excepto en Albacete (1,09% de votos) y en San Pablo de los Montes (3,42%), sacando en concreto dos concejales en Bogarra (con el 26,78% de votos) y un concejal en Quero (con el 8,49% de votos), Quintanar de la Orden (10,34% de votos) y Villanueva de Alcardete (con el 11% de votos). Aquellas elecciones serían las últimas en las que el PRM obtendría representación institucional.
En las locales de 1995 presentó candidatura en Albacete (con el 1,11% de votos).
Desde entonces este partido, que se ha visto cada vez más debilitado, ha ido acumulando una derrota electoral tras otra y reduciendo cada vez más su ámbito de influencia, el cual actualmente se limita exclusivamente a la ciudad de Albacete. En las elecciones municipales de esta ciudad de 2003 obtuvo el 1,13% de votos. En las elecciones de 2007 presentó candidaturas únicamente en Albacete y en Montalvos, y en las de 2011 sólo presentó candidaturas a las elecciones municipales de la ciudad de Albacete, y ni siquiera presentó candidatura a las Cortes de Castilla-La Mancha.
En las elecciones de 2007 subió ligeramente su porcentaje de votos (1,17% frente al 1,13% de 2003), lo que no sirvió de nada al PRM a pesar de que su líder, Maximino Crespo, aseguró que el PRM contaba con unos 1800 afiliados y vaticinó que conseguirían algunas concejalías en la capital albaceteña y que se convertirían en llave del gobierno de la ciudad. Afirmaciones éstas que volvió a lanzar Crespo durante la campaña de las elecciones de 2011, que sin embargo resultaron aún peores que las 2003 (948 votos, 1,07%).

## Resultados electorales
| Resultados electorales del Partido Regionalista Manchego | Resultados electorales del Partido Regionalista Manchego | Resultados electorales del Partido Regionalista Manchego | Resultados electorales del Partido Regionalista Manchego | Resultados electorales del Partido Regionalista Manchego |
| Comicios                                                 | Votos                                                    | %                                                        | Cabeza de lista                                          | Diputados                                                |
| -------------------------------------------------------- | -------------------------------------------------------- | -------------------------------------------------------- | -------------------------------------------------------- | -------------------------------------------------------- |
| 1983                                                     | 487                                                      | 0,05                                                     | Máximo Crespo                                            | 0/44                                                     |
| 1987                                                     | 204                                                      | 0,02                                                     | Máximo Crespo                                            | 0/44                                                     |
| 1991                                                     | 993                                                      | 0,09                                                     | Máximo Crespo                                            | 0/43                                                     |
| 1995                                                     | 146                                                      | 0,01                                                     | Máximo Crespo                                            | 0/33                                                     |